# 小行星7572
小行星7572（英語：7572 Znokai）是一颗围绕太阳公转的小行星。1989年9月23日，圓舘金、渡边和郎在北见发现了此天体。该小行星以“Z之会”（Zの会）命名。
这颗小行星的绝对星等为92.68387395842107等。